# 库尔姆巴赫县
库尔姆巴赫县（德語：Landkreis Kulmbach）是德国巴伐利亚州的一个县，隶属于上弗兰肯行政区，首府庫爾姆巴赫。

## 華語譯名
由於兩岸對於德國行政區「Landkreis」翻譯的不同，台灣譯為「庫爾姆巴赫郡」；中國大陸譯為「庫爾姆巴赫縣」。

## 地理
庫爾姆巴赫县北面与克罗纳赫县和霍夫县，东面和南面与拜罗伊特县，西面与利希滕费尔斯县相邻。